# Edificio Guaspari
L'Edificio Guaspari (in portoghese Edifício Guaspari) è un edificio storico della città di Porto Alegre in Brasile. 

## Storia

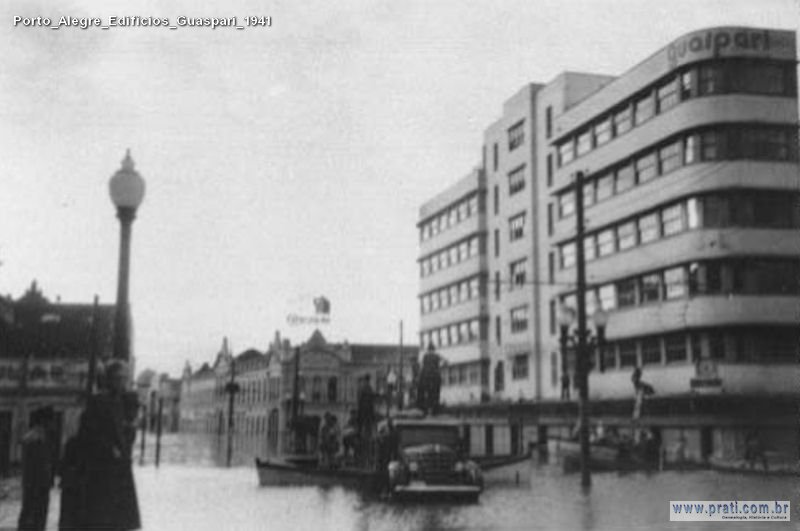
L'edificio in una foto scattata durante l'alluvione del 1941

L'edificio venne costruito per i fratelli Guaspari, sarti immigrati a Porto Alegre dall'Italia meridionale alla fine del XIX secolo, e fondatori della Rafael Guaspari & Irmãos Ltda. Venne progettato dell'architetto spagnolo Fernando Corona nel 1936 e costruito dall'impresa Azevedo Moura & Gertum.
Tra gli anni 1970 e 1980, l’edificio venne chiuso, con le facciate nascoste da pannelli metallici che lo rendevano irriconoscibile e ne alteravano l’aspetto originale. Rimasto in stato di abbandono per circa tre decenni, l'edificio è stato infine riaperto nel 2017, dopo un completo restauro che ha permesso la sua riqualificazione con l'insediamento di un punto vendita Lebes, un ristorante e una caffetteria.

## Descrizione
L'edificio è situato lungo l'Avenida Borges de Medeiros nel centro di Porto Alegre.